# 정이 (학자)
정이(程頤, 1033년~1107년)는 중국 송나라 도학의 대표적인 학자의 한 사람이다. 형 명도(明道) 정호와 더불어 성리학과 양명학 원류의 한 사람이다.
자는 정숙(正叔). 형인 명도보다 1년 늦게 하남(河南, 현재의 허난성에 속함)에서 출생하여 이천선생(伊川先生)으로 호칭되었다.

## 생애

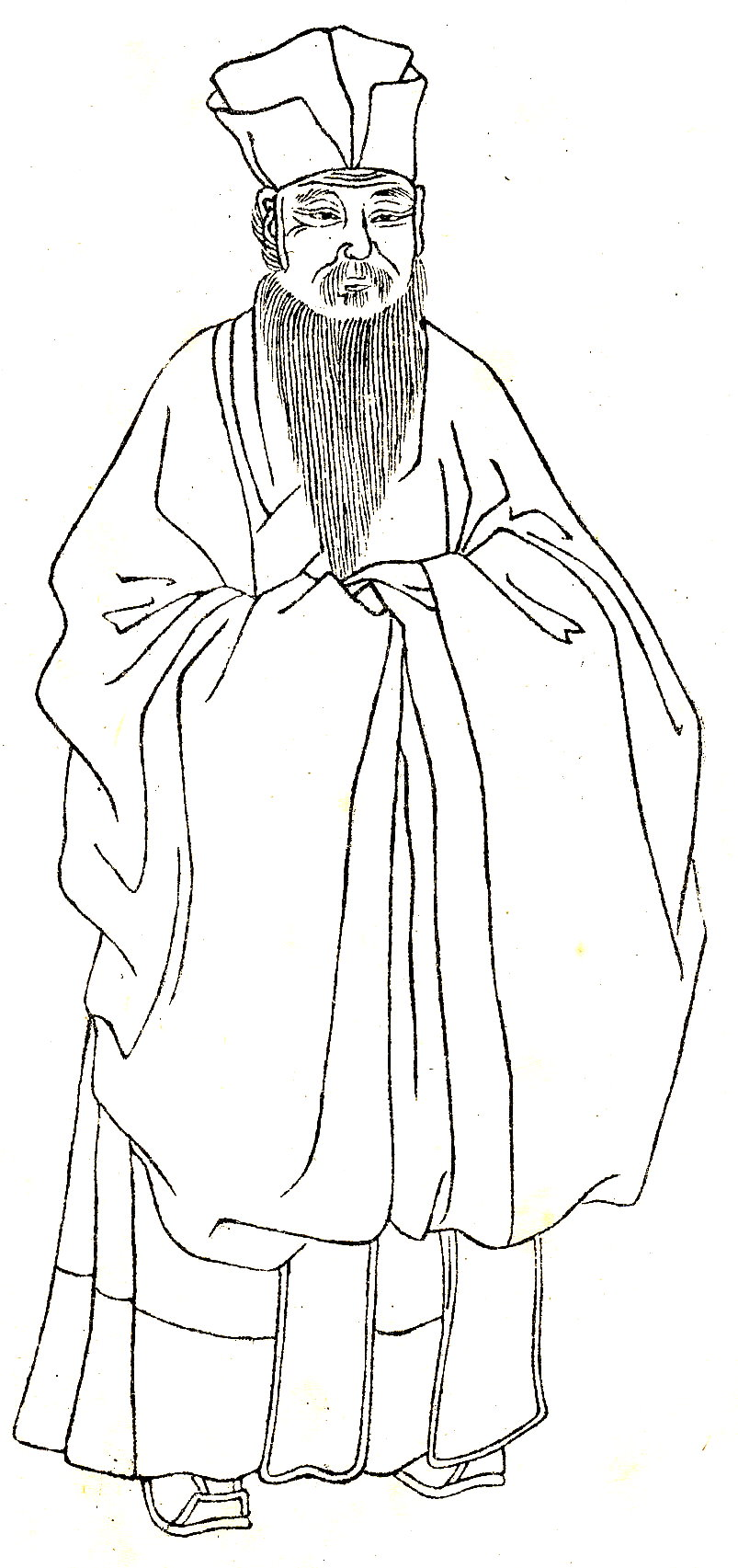
정이

송학(宋學)의 선구자 호안정(胡安定)을 통하여 대학(大學)에서 배우고, 서경국자감(西京國子監)의 교수에 서임되었으나 사퇴하였고, 후에 숭전전설서(崇政殿說書)에 발탁되었다. 이때 많은 문사들은 정부부내에 있는 소동파를 따르면서 이천의 학문은 우원(迂遠)하다 하여 배제했다. 여기에서 소위 낙촉(洛蜀)의 당쟁이 생겨 이천은 축출되었다. 휘종 황제 때가 되어서야 겨우 복관(復官)되어 경사(京師)에 돌아왔다. 이천의 학문에서 가장 중요한 것은 역적 논리(易的論理)의 전개로서의 형이상적인 사유이다. 즉 이천은 《역(易)》의 “1음(一陰) 1양(一陽), 이것을 도(道)라고 한다”에 도(道)라는 것은 ‘음양(陰陽)으로 되는 소이인 것’ 즉 음양(陰陽)이 개합(開合)하는 소이라고 한다. ‘소이(所以)’라고 하는 것은 ‘까닭’이며 ‘이유’이며 ‘원인’이다. 따라서 1음(一陰) 1양(一陽)과 도(道)는 이론적으로 상이한 것이다. 현상이 1음(一陰)하고 1양(一陽)하여 생성·변화·소멸(生成變化消滅)하는 그 원인·이유가 도(道)이다. 더욱이 음양과 도는 어제 음양이 있고 오늘 도가 있다고 하는 논리가 아니고, 도는 음양에 즉(卽)하고 음양은 도에 처하여 있다고 하는 형이상하(形而上下)의 관계를 갖고 있다는 것이다. 그의 이 사고방식은 1신(一身)의 마음(心)은 곧 천지(天地)의 마음(心)이고, 1물(一物)의 이(理)가 곧 만물(萬物)의 이(理)라고 하는 얼핏 보면 명도(明道)의 논리와 같은 형(型)으로 전개되는 것 같다. 그러나 명도가 ‘성즉기(性卽氣), 기즉성(氣卽性)’이라 한 데 반하여 그는 성즉리(性卽理)라고 하면서 성즉기(性卽氣)의 설은 취하지 않았다. 또 이천은 실천을 중시하면서 거경궁리(居敬窮理：마음을 純一하게 하여 오로지 자기의 본래 성에 순응하는 것에서 사물의 이치를 궁구한다), 격물치지(格物致知：사사물물에 즉하여 그 이를 궁구하여 지(知)를 명확히 한다)를 설파하였다. 이천의 사상은 남송의 주자에게 받아들여져서 전개되었다.

## 저서

### 《이천역전(伊川易傳)》
서문에 원부(元符) 2년 정월이라고 기록되어 있어서 1099년에 완성된 것이라고 짐작된다. 그러나 제자인 양시(楊時, 1053∼1135)에 의하면, 이것은 미완성인 채로 문인에게 보인 것이며 얼마 후 산일된 것을 구산이 수집하여 교합하였다고 한다. 이 저서는 역(易)의 상경·하경·단전(彖傳)·상전(象傳) 및 문언편(文言篇)을 해석하였을 뿐이며, 계사(繫辭)·설괘(說卦)·잡괘(雜卦)의 제전(諸傳)에는 주(註)가 없다. 이렇게 된 것은 왕필의 역주(易註)를 모방했기 때문이라는 설도 있으나, 양구산(양시의 호)의 말과 같이 미완성 작품이라는 것이 타당하다고 《4고전서 총목체요(四庫全書總目提要)》(《사고전서》의 내용 해설서)는 기술하고 있다. 어떻든 왕필의 역주를 채용한 이천이 역(易)을 논리적으로 해석한 것은 당연한 것이다. 그에 의하면 역의 도리는 지극히 미묘하고 역이 나타내는 상(象)도 지극히 분명하나, 체용(體用)은 일원(一源)하며 현미(顯微)는 무간(無間)한 것이라 한다. 체용일원(體用一源), 현미무간(顯微無間)이라는 것은 무릇 존재하는 것(現象·易象)과 그것의 존재의 방식(道·易理)과는 분리되어 있는 것이 아니라, 물건이 있으면 거기에 물건의 이치가 있다고 하는 것과 같이, 양자가 상즉(相卽)하여 있음을 보이는 의미깊은 말이다. 주자의 《역본의(易本義)》가 그 자신이 말한 바와 같이 매우 불만족했던 것에 비해서 《이천역전》은 주(註)가 결여된 부분도 있으나 송대(宋代) 역학의 정통을 확보하고 있다.

## 같이 보기
- 성리학
- 정호

## 참고 문헌
- 이 문서에는 다음커뮤니케이션(현 카카오)에서 GFDL 또는 CC-SA 라이선스로 배포한 글로벌 세계대백과사전의 내용을 기초로 작성된 글이 포함되어 있습니다.